# Futbol Club Barcelona 1987-1988

## Rosa
| N. |                   | Ruolo | Calciatore          |
| -- | ----------------- | ----- | ------------------- |
|    | Spagna (bandiera) | P     | Andoni Zubizarreta  |
|    | Spagna (bandiera) | P     | Urruti              |
|    | Spagna (bandiera) | P     | Covelo              |
|    | Spagna (bandiera) | D     | Julio Alberto       |
|    | Spagna (bandiera) | D     | Josep Moratalla     |
|    | Spagna (bandiera) | D     | Migueli             |
|    | Spagna (bandiera) | D     | Gerardo Miranda     |
|    | Spagna (bandiera) | D     | Cristóbal           |
|    | Spagna (bandiera) | D     | Salva               |
|    | Spagna (bandiera) | D     | José Ramón Alexanko |
|    | Spagna (bandiera) | D     | Manolo              |
|    | Spagna (bandiera) | D     | Ángel Pedraza       |
|    | Spagna (bandiera) | D     | Sergi López         |

| N. |                        | Ruolo | Calciatore              |
| -- | ---------------------- | ----- | ----------------------- |
|    | Spagna (bandiera)      | C     | Víctor                  |
|    | Spagna (bandiera)      | C     | Roberto                 |
|    | Spagna (bandiera)      | C     | Urbano Ortega           |
|    | Germania (bandiera)    | C     | Bernd Schuster          |
|    | Spagna (bandiera)      | C     | Ramón María Calderé     |
|    | Spagna (bandiera)      | C     | Nayim                   |
|    | Inghilterra (bandiera) | A     | Gary Lineker            |
|    | Spagna (bandiera)      | A     | Francisco José Carrasco |
|    | Spagna (bandiera)      | A     | Paco Clos               |
|    | Paraguay (bandiera)    | A     | Raúl Amarilla           |
|    | Spagna (bandiera)      | A     | David Linde             |
|    | Spagna (bandiera)      | A     | Francisco López López   |

### Staff tecnico
- Allenatore:  Terry Venables, poi dalla 5ª giornata  Luis Aragonés